# Xiphidiogonus spinipleurus
Xiphidiogonus spinipleurus är en mångfotingart som beskrevs av Carl 1932. Xiphidiogonus spinipleurus ingår i släktet Xiphidiogonus och familjen orangeridubbelfotingar. Inga underarter finns listade i Catalogue of Life.